# Jatunmontepuncu
El nevado Jatunmontepuncu, también llamado Huapi, es una montaña de la Cordillera Blanca que se encuentra en la quebrada de Cojup dentro del Parque nacional Huascarán, departamento de Áncash, Perú. Tiene una altura de 5415 m s.n.m.
Aproximadamente a 1,5 km al suroeste de Jatunmontepuncu, se encuentra el paso de Huapi, a una altitud de 5100 m. A través del paso se accede a la quebrada de Cojup o a la quebrada de Quilcayhuanca, dependiendo del lugar de origen.